# 亚历山大·博戈莫列茨

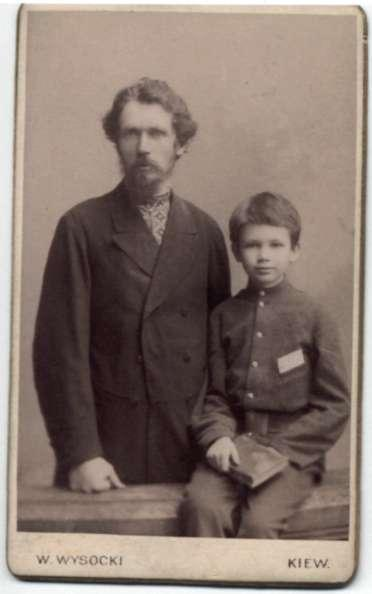
1890-1891年間博戈莫列茨父子合影

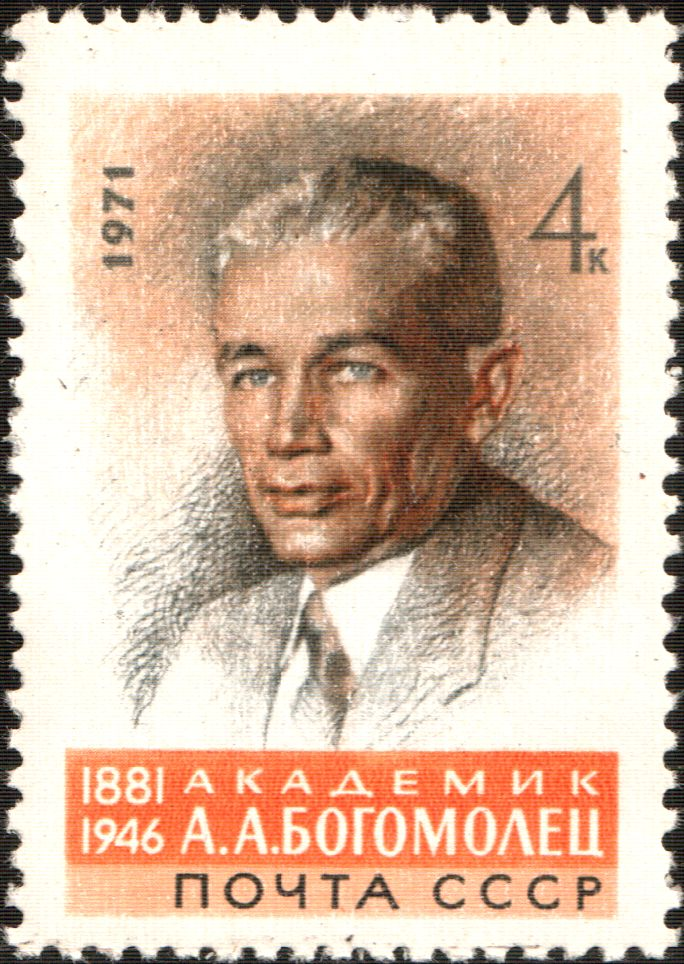
蘇聯1971年郵票上的博戈莫列茨

亞歷山大·亞歷山德羅維奇·博戈莫列茨（俄語：Александр Александрович Богомолец，1884年5月24日—1946年7月19日），是一位蘇聯病理生理學家。其父親為革命人士亞歷山大·米哈伊洛維奇·博戈莫列茨（俄語：Александр Михайлович Богомолец）。
博戈莫列茨曾擔任乌克兰国家科学院的院長，以及基輔臨床生理研究所所長。
博戈莫列茨在喬治亞有一間實驗室及長期的研究團隊，並與苏联科学院合作。根據蘇聯科學家若列斯·梅德韦杰夫所述，史達林指派科學家鑽研如何延長人類壽命。
博戈莫列茨由兔血研發出抗網狀胞毒血清。
1938年，博戈莫列茨召開第一場關於老化與長壽的國際研討會。

## 獲頒獎項
- 社会主义劳动英雄（1944 年 2 月 4 日）——表彰在科学方面的杰出成就，为治疗伤口和骨折创造有价值的产品。[5]
- 兩枚列寧勳章
- 一級衛國戰爭勳章
- 劳动红旗勋章
- 忘我勞動獎章
- 1941年國家史達林獎